# Tiếng hạc trong trăng
Tiếng hạc trong trăng là tuồng cải lương nổi tiếng thập niên 60 tại Sài Gòn, của soạn giả Loan Thảo - Yên Ba. Một trong những nghệ sĩ đã thành danh với tuồng này là nghệ sĩ Thanh Nga, trong vai Xuyên Lan. Tuồng này cũng được trao giải tuồng xuất sắc trong năm 1966 của Giải Thanh Tâm.
Năm 2011, tuồng này được nghệ sĩ Hữu Lộc tái dựng và công diễn tại rạp Thủ Đô TP.HCM, và năm 2013 tại Nhà hát Truyền hình TP.HCM.

## Nội dung
Bình Thiếu Quân vâng lệnh phụ thân là Thần y Đông Trạch dẫn em gái mù Xuyên Lan tìm Lý Bình Thanh và phu nhân để đưa thơ. Dọc đường gặp tên cướp khét tiếng Thy Đằng cũng đến tìm uy hiếp trang chủ Lý Bình Thanh, may nhờ có hiệp sĩ Tô Điền giải cứu và kết bạn,...
Tô Điền sau đó cũng đến Lý gia trang tại đây chàng gặp lại Thy Đằng đang uy hiếp Lý Trang Chủ (tức Lý Bình Thanh) và lần nữa ra tay cứu giúp. Qua trao đổi họ được biết chuyện quá khứ. Ngày trước Lý phu nhân thuê Thy Đằng giết chết chồng mình, trước khi thực hiện nhiệm vụ Thy Đằng có gửi lại người vợ đang mang thai sắp đến kỳ sinh nở khi xong việc sẽ về hội ngộ nhưng nhiệm vụ bất thành Thy Đằng bị chém đứt một cánh tay và đó là lí do Thy Đằng tìm lại Lý Bình Thanh để đòi nợ máu và nhân tiện hỏi Lý phu nhân về vợ con. Tuy nhiên, sau khi hạ sinh vợ Thy Đằng đã chết và đứa con lên 3 tháng thì bị mù, Lý phu nhân đã không nuôi đứa bé mà giao cho thần y Đông Trạch (chồng trước của bà) nuôi, đó chính là Xuyên Lan. 
Xuyên Lan sống chung, thần y xem như con gái và con trai của thần y là Bình Thiếu Quân đã yêu nàng nhưng nàng chỉ xem như anh trai. Từ lúc được Tô Điền cứu giúp nàng lại đem lòng yêu Tô Điền mất rồi.
Thần y đã tìm ra cách chữa mắt cho Xuyên Lan nhưng cần có cặp mắt phù hợp để thay. Tướng cướp Thy Đằng biết là con gái mình nên đã hy sinh ánh sáng cho con gái. Xuyên Lan sáng mắt và biết đôi mắt mình của tướng cướp nên nàng tủi hổ và đau khổ mà không biết người đó chính là cha ruột của mình...

## Nghệ sĩ
- Thập niên 1960: Thành Được (Thy Đằng), Thanh Sang (Tô Điền), Thanh Nga (Xuyên Lan), Dũng Thanh Lâm (Bình Thiếu Quân), Tám Vân (Thần y Đông Trạch),...[2]
- VCD cải lương thập niên 2000: Thanh Sang (Thy Đằng), Lệ Thủy (Xuyên Lan), Hoài Thanh (Tô Điền),...
- Năm 2009: Bảo Quốc, Hồng Loan, Linh Tâm, Hương Huyền trình diễn trích đoạn phần cuối trong Liveshow Bảo Quốc 50 năm vui cười cùng sân khấu
- Năm 2011: Hùng Minh, Thanh Hồng, Cẩm Thu, Vũ Luân, Lê Tứ, Hoàng Nhứt, Hồ Ngọc Trinh… [2]
- Năm 2013: diễn viên trẻ từ cuộc thi Chuông vàng vọng cổ truyền hình.[3]
- Năm 2018: Như Quỳnh, Kim Tiểu Long, Hoài Tâm trình diễn trích đoạn phần cuối trong chương trình Paris By Night 125